# Consiglio dei Settanta
Il Consiglio dei Settanta fu un organo politico straordinario della Repubblica di Firenze creato l'8 aprile 1480 da Lorenzo il Magnifico con il compito di sostituire i normali organi repubblicani nel momento di crisi politica successiva alla Congiura dei Pazzi. Il Consiglio venne formato da fedelissimi della famiglia Medici e diminuì l'autorità dei Priori e del Gonfaloniere di Giustizia, stringendo ulteriormente il controllo del Magnifico su Firenze.

## Storia
A partire dal 1522, del Consiglio dei Settanta face parte anche Niccolò di Piero Capponi, che nel 1527 contribuì in maniera decisiva ad allontanare i Medici da Firenze.